# Зуевские
Зуевские — деревня в Верховажском районе Вологодской области.
Входит в состав Чушевицкого сельского поселения, с точки зрения административно-территориального деления — в Чушевицкий сельсовет.
Расстояние по автодороге до районного центра Верховажья — 42,5 км, до центра муниципального образования Чушевиц — 9,3 км. Ближайшие населённые пункты — Новая Деревня, Дресвянка, Мыс, Барабаново.
По переписи 2002 года население — 3 человека.